# Vannella cirifera
Vannella cirifera – gatunek ameby należący do rodziny  Vannellidae z supergrupy Amoebozoa według klasyfikacji Cavaliera-Smitha.
Gatunek wątpliwy, nigdy ponownie nie stwierdzony od czasu opisu dokonanego przez Frenzela w 1892 roku. Nazwę V. cirifera zastosował Page w 1976 roku dla określenia gatunków podobnych do V.simplex, różniących się w formie pełzającej jak i swobodnie pływającej. Później Page proponował użycie nazwy V. cirifera dla określenia podgatunków należących do Vannella mira. Jednak rozwiązanie takie nie zostało zaakceptowane.